# Juan de Cuéllar
Juan de Cuéllar (Cuéllar ¿? – 1546 México), trompeta de Cristóbal Colón y conquistador español.

## Biografía
Se embarcó como trompeta de Cristóbal Colón en el cuarto viaje, que salió de Sevilla el 13 de abril de 1502, y de Cádiz el 11 de mayo del mismo año.
En 1505 ya reside en La Española, de donde sale para la conquista de Cuba en el año 1511 acompañando a su paisano Diego Velázquez de Cuéllar.
Con Pánfilo de Narváez marchó a Nueva España el año 1520 y participó con Hernán Cortés en la conquista de México, destacando como hombre esforzado y buen jinete, y en 1525 es vecino encomendero de la Ciudad de México.
Casó con Ana Ruiz de Berrio, hija de Cucuzca, señor de Tezcuco y Culuacan, y hermano de Moctezuma. Falleció de muerte natural el año 1546. Nueve meses después su viuda declaró ante el virrey de México que “Juan de Cuéllar sirvió a Su Majestad en Cuba, de donde vino a conquistar Nueva España, y que con Hernán Cortés, marqués del Valle, participó en la toma de la ciudad de México y conquistas de las provincias de Nueva España. Por estos servicios le fueron encomendados los pueblos de Ixtapaluca, Quimychitlán, Chimalhuacán y Chiaba, de los cuales solo tenía cuando murió Ixtapaluca, que es de poco provecho, y lo único de que la viuda se sirve, habiéndole quedado cinco hijas y cuatro hijos que viven pobremente”.